# 翘头案

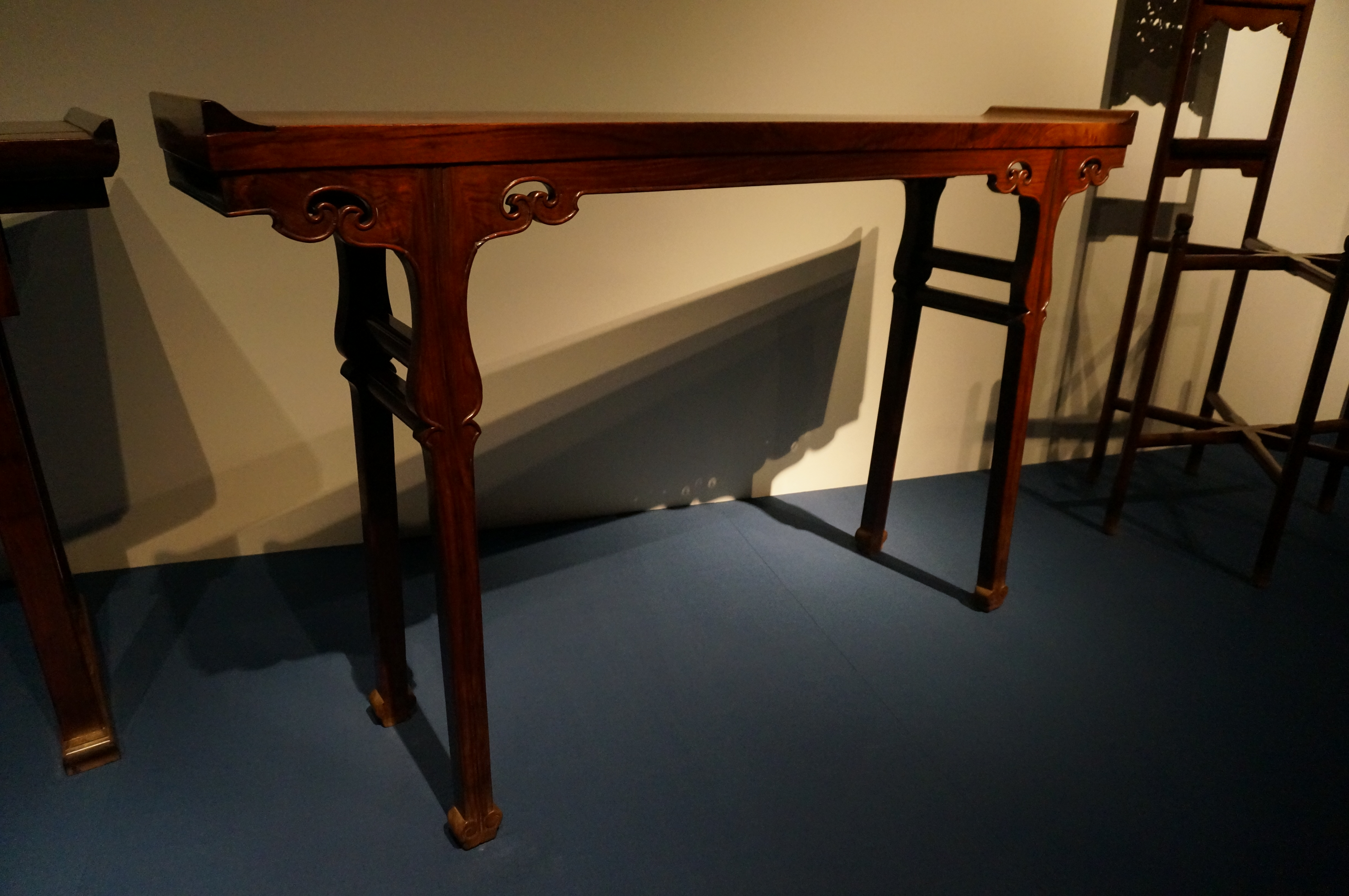
明代黄花梨木插肩榫翘头案，上海博物馆藏。

翘头案为源於中國的传统承具之一，後又傳至日本、朝鮮半島、越南、琉球，即案面两头翘起的条案，与平头案相对，在明清时期主要供陈设用，多在牙条、牙头和挡板（或横枨）的位置具雕饰。

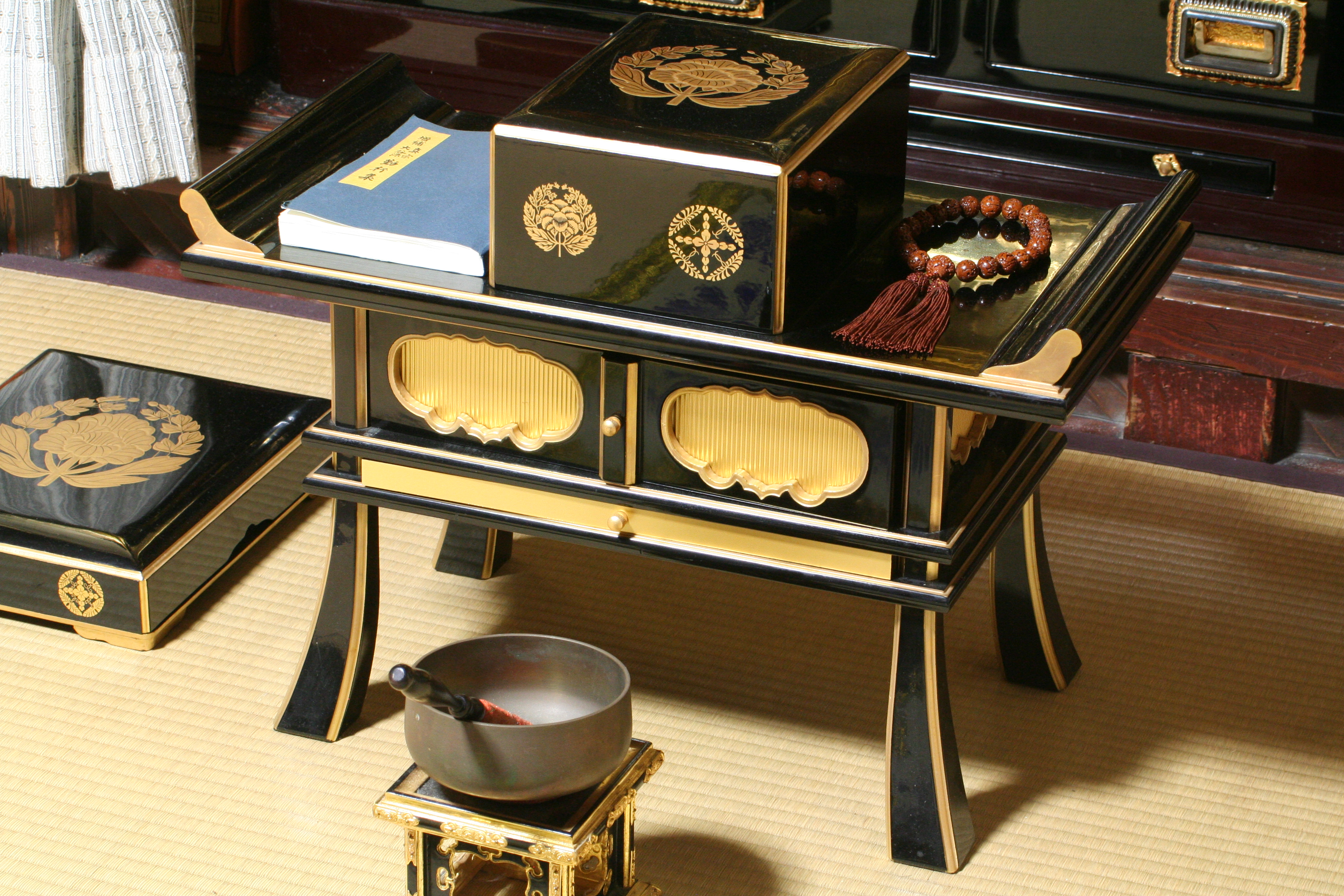
日本家庭中放於佛壇前用作唸經用的矮翹頭案
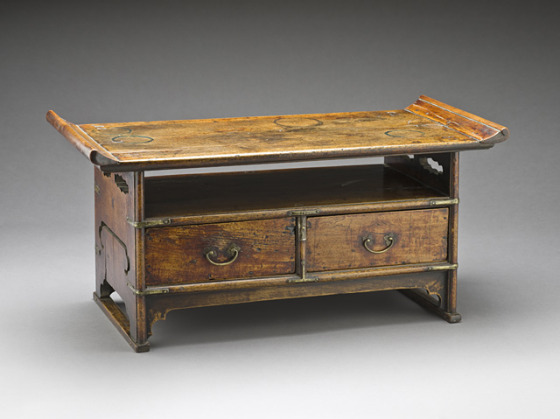
朝鮮王朝矮翹頭案，洛杉矶郡立艺术博物馆藏
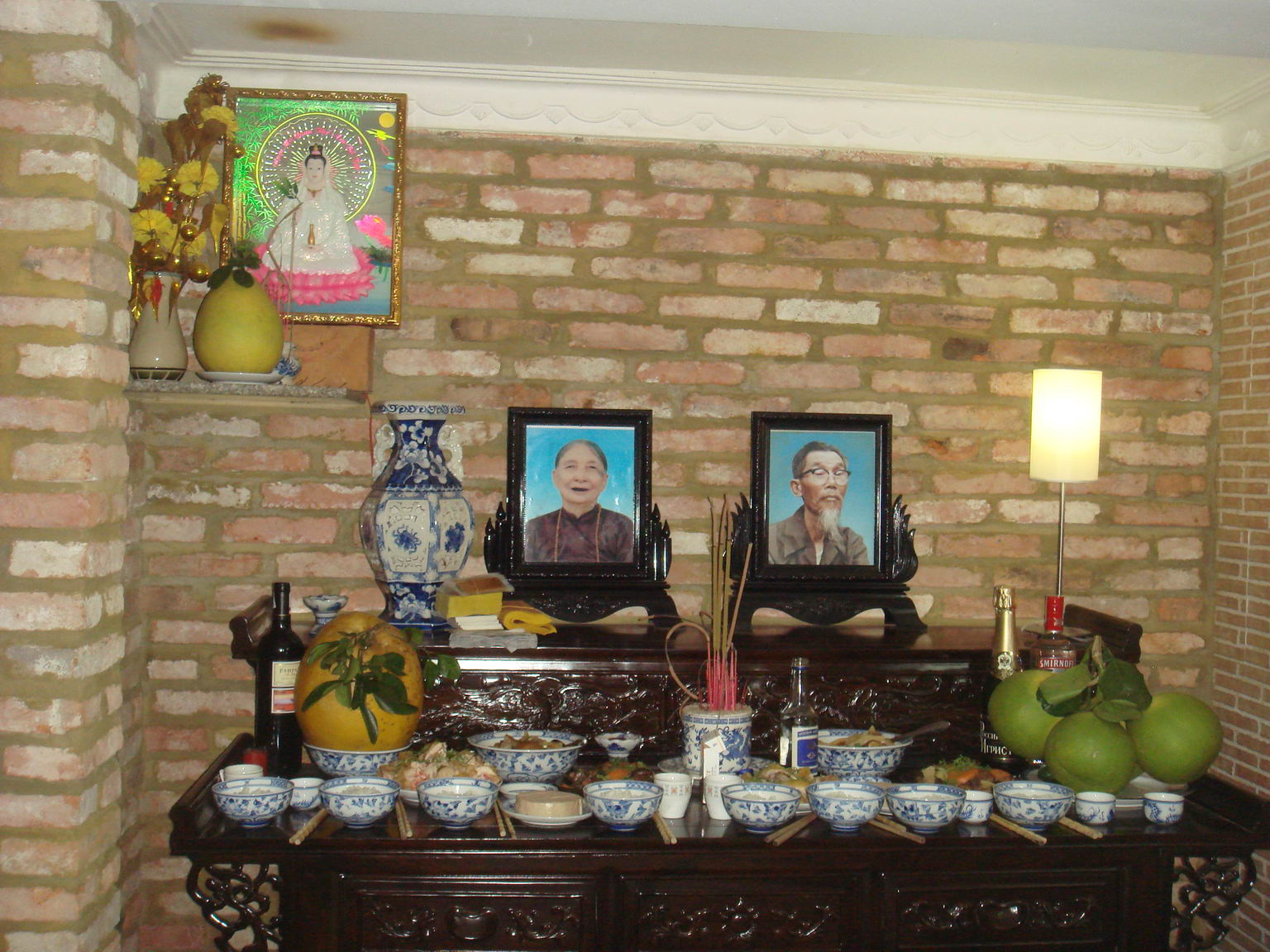
越南家庭中用作祖先供桌的翹頭案